# 勃固山脈
勃固山脉 是缅甸中部伊洛瓦底江和錫唐河之间的一系列低山、丘陵以及高地 。勃固山脈北起波巴山，南至辛古塔拉山。勃固河和錫唐河都发源自勃固山脉。